# 俾路支解放陣線
俾路支解放阵线（简称BLF）是一个于1964年由朱瑪·汗·馬里创立于叙利亚大马士革的激进派政治组织。该组织在1968至1980年俾路支斯坦的冲突中起到了重要作用。

## 历史
俾路支解放阵线曾组织过多起恐怖袭击事件。2012年8月，无国界记者报道称，BBC驻奎达的乌尔都语广播电台的记者因报道俾路支解放阵线的政治活动而受到了该组织的威胁。
2013年7月27日，来自俾路支解放阵线的枪手袭击了俾路支省瓜达尔县的一个海岸警卫队检查站。虽然俾路支省内政部长称有7名海岸警卫队官员死亡，7人受伤，但有一些情报来源声称死亡人数位10人。俾路支解放阵线声称对这次袭击负责，同时声称他们杀害了25名海岸警卫，并绑架了2名警卫，同时2名来自该组织的激进分子也在枪击中丧生。
2015年4月12日，来自旁遮普和信德的20名建筑工人在巴基斯坦南部城市土尔巴特被武装枪手枪杀，俾路支解放阵线称对此事件负责。袭击发生后，时任俾路支省内政部长萨尔弗雷兹·布吉声称，印度情报机构为俾路支解放阵线提供了支持以实施这次袭击。俾路支解放阵线声称这些工人是边境工程组织的成员，认为该组织是与巴基斯坦军队有联系的机构。
2017年11月16日，15名旁遮普移民的尸体被发现于土尔巴特。该国安全官员声称，这些移民试图越境时被武装人员绑架，随后被杀害。俾路支解放阵线后来声称对15名移民的谋杀负责。